# تيتوية

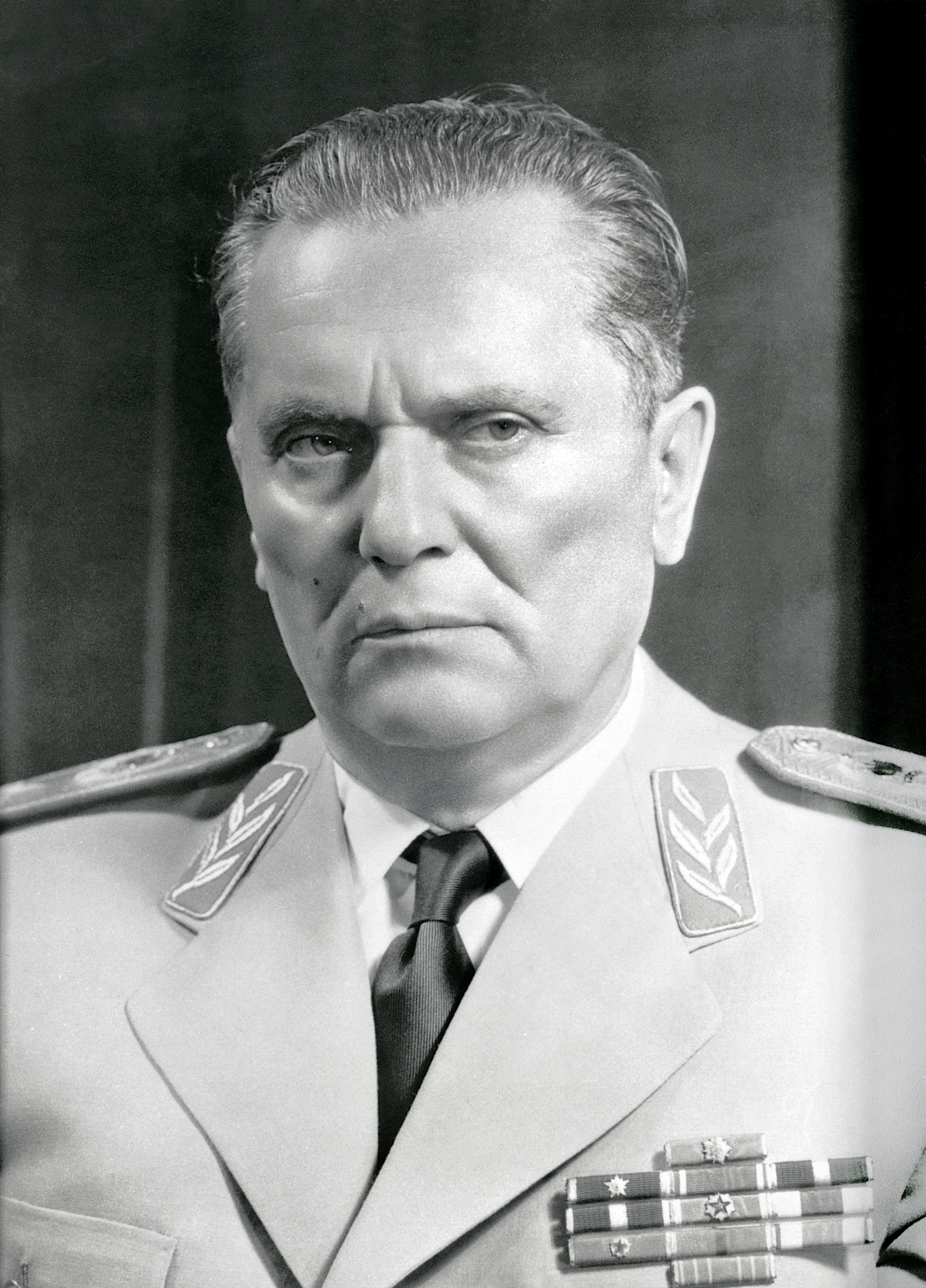
جوزيب بروز تيتو

التيتوية (بالإنجليزية: Titoism)‏ هي فلسفة سياسية مرتبطة ارتباطًا وثيقًا بجوزيب بروز تيتو خلال الحرب الباردة، تتميز بهوية يوغوسلافية واسعة وإدارة ذاتية للعمال وفصل سياسي عن الاتحاد السوفيتي وقيادة في حركة عدم الانحياز.
كانت أفكار تيتو تختلف كلياً عن أفكار جوزيف ستالين (الستالينية)، حيث دعا تيتو إلى التعاون بين الأمم من خلال حركة عدم الانحياز وكان يسعى في نفس الوقت إلى الاشتراكية التي تناسب أممًا معينة، في المقابل كان يؤمن ستالين بنظرية «الاشتراكية في بلد واحد» وتبعية مصالح الأحزاب الشيوعية الخارجية للحزب الشيوعي في الاتحاد السوفيتي الذي تعتبره الستالينية الحزب الطليعي القائد للثورة الشيوعية في ذلك الوقت.
قاد تيتو الأنصار الشيوعيين اليوغوسلافيين خلال الحرب العالمية الثانية في يوغوسلافيا  بعد الحرب، نشأت التوترات بين يوغوسلافيا والاتحاد السوفيتي. على الرغم من أن هذه القضايا تضاءلت بمرور الوقت، إلا أن يوغوسلافيا ظلت مستقلة نسبيًا في الفكر والسياسة. قاد تيتو يوغوسلافيا حتى وفاته عام 1980.
اليوم، يستخدم مصطلح «التيتوية» للإشارة إلى اليوغو-الحنين إلى الماضي، وهو التوق لإعادة أو إحياء يوغوسلافيا أو يوغوسلافيا من قبل مواطني الدول التي خلفت يوغوسلافيا.

## انقسام تيتو ستالين
عندما أصبحت بقية أوروبا الشرقية دولًا تابعة للاتحاد السوفيتي، رفضت يوغوسلافيا قبول قرار الكومينفورم لعام 1948    ، واتسمت الفترة من 1948 إلى 1955، المعروفة باسم إنفورمبيرو، بقسوة قمع المعارضين والعديد من المتهمين الآخرين بالمواقف المؤيدة لستالين الذين يتم إرسالهم إلى المعسكر الجنائي في جولي أوتوك. 

## أيديولوجيا
تتميز عناصر التيتوية بسياسات وممارسات تستند إلى المبدأ القائل بأن وسائل تحقيق الأهداف الشيوعية النهائية في كل بلد يجب أن تمليها ظروف ذلك البلد المعين، بدلاً من نمط محدد في بلد آخر. وهي تختلف عن نظرية «الاشتراكية في بلد واحد» لجوزيف ستالين، حيث دعا تيتو إلى التعاون بين الأمم من خلال حركة عدم الانحياز بينما كان يسعى في نفس الوقت إلى الاشتراكية بأي طريقة تناسب أممًا معينة. في المقابل، ركزت «الاشتراكية في بلد واحد» على سرعة التصنيع والتحديث، من أجل التنافس مع ما اعتبره ستالين أمم الغرب الأكثر تقدمًا. خلال عهد تيتو، كانت أفكاره تعني على وجه التحديد أن الهدف الشيوعي يجب أن يتم متابعته بشكل مستقل (وغالبًا ما يتعارض مع) ما أشار إليه بالسياسات الستالينية والإمبريالية للاتحاد السوفيتي. 
طوال فترة توليه منصبه، افتخر تيتو بنفسه باستقلال يوغوسلافيا عن الاتحاد السوفيتي، حيث لم تقبل يوغوسلافيا مطلقًا العضوية الكاملة في Comecon ورفض تيتو العلني للعديد من جوانب الستالينية باعتبارها أوضح مظاهر ذلك. غالبًا ما اتهم السوفييت والدول التابعة لهم يوغوسلافيا بالتروتسكية والديمقراطية الاجتماعية، وهي تهم تستند بشكل فضفاض إلى samoupravljanje (الإدارة الذاتية)، ومحاولات تحقيق المزيد من الديمقراطية، ونظرية العمل المرتبط (سياسات تقاسم الأرباح والصناعات المملوكة للعمال التي بدأها ميلوفان سيلاس وإدوارد كارديلي في عام 1950). في هذه الأمور اتهمت القيادة السوفيتية بإيواء بذور شيوعية المجالس أو حتى النقابات.
تركزت الهجمات الدعائية ضد تيتو على الرسوم الكاريكاتورية لـ «تيتو الجزار» للطبقة العاملة، بهدف تحديده كعميل سري للإمبريالية الغربية.

## خلفية
في البداية، كان تيتو مفضلاً شخصيًا لاتحاد الجمهوريات الاشتراكية السوفياتية، فقد قاد حرب التحرير الوطنية للاحتلال النازي خلال الحرب، ثم التقى بالقيادة السوفيتية عدة مرات فور انتهاء الحرب للتفاوض بشأن مستقبل يوغوسلافيا. بمرور الوقت، أصبحت هذه المفاوضات أقل ودية لأن تيتو لم يكن ينوي تسليم السلطة التنفيذية أو قبول التدخل أو النفوذ الأجنبي (وهو موقف استمر تيتو لاحقًا داخل حركة عدم الانحياز).
أثار تيتو غضب ستالين من خلال موافقته على مشاريع الزعيم البلغاري جورجي ديميتروف، والتي تهدف إلى دمج دولتي البلقان في جمهورية البلقان الفيدرالية وفقًا لمشاريع الاتحاد الشيوعي البلقاني. أدى ذلك إلى توقيع اتفاقية التعاون لعام 1947 في بليد (ضغط ديميتروف أيضًا على رومانيا للانضمام إلى مثل هذا الاتحاد، معربًا عن معتقداته خلال زيارة إلى بوخارست في أوائل عام 1948). تم التوقيع على اتفاقية بليد، التي يشار إليها أيضًا باسم «معاهدة تيتو ديميتروف»، في 1 أغسطس 1947 في بليد، سلوفينيا. كما توقعت الوحدة بين فاردار مقدونيا وبيرين مقدونيا وعودة المناطق الغربية إلى بلغاريا. تم عكس السياسات الناتجة عن الاتفاقية بعد انقسام تيتو وستالين في يونيو 1948، عندما كانت بلغاريا تخضع لمصالح الاتحاد السوفيتي واتخذت موقفًا ضد يوغوسلافيا. 
كانت سياسة الكتل الإقليمية هي المعيار في سياسات الكومنترن، حيث أظهرت الاستياء السوفياتي من الدولة القومية في أوروبا الشرقية وعواقب مؤتمر باريس للسلام. مع حلول عام 1943، جاء حل الكومنترن وظهور الكومنفورم اللاحق مع رفض ستالين للأيديولوجية السابقة، والتكيف مع الظروف التي خلقت للهيمنة السوفيتية خلال الحرب الباردة.
يُشار أحيانًا إلى التيتوية على أنها شكل من أشكال «الشيوعية القومية»، وهي نوع من أشكال القومية.  ومع ذلك، يقول والكر كونور إن التيتوية أقرب إلى «شيوعية الدولة»، حيث أن الولاء هو لدولة تضم عدة دول. كانت القومية تهديدًا للتيتوية.

## النتيجة والتأثير
احتفظت عصبة الشيوعيين في يوغوسلافيا بقوة راسخة؛ لم تفعل الهيئة التشريعية أكثر من قرارات الختم المطاطي التي اتخذها بالفعل المكتب السياسي لـ LCY. كانت الشرطة السرية، إدارة أمن الدولة (UDBA)، في الوقت الذي تعمل فيه بمزيد من ضبط النفس إلى حد كبير من نظيراتها في بقية أوروبا الشرقية، مع ذلك أداة مخيفة لسيطرة الحكومة. كان UDBA سيئ السمعة بشكل خاص لاغتيال «أعداء الدولة» المشتبه بهم الذين عاشوا في المنفى في الخارج. ظلت وسائل الإعلام تحت القيود التي كانت مرهقة وفقًا للمعايير الغربية، ولكن لا يزال لديها مجال عرض أكبر من نظيراتها في الدول الشيوعية الأخرى. كانت الجماعات القومية هدفًا خاصًا للسلطات، حيث صدرت العديد من الاعتقالات وأحكام السجن على مر السنين بسبب الأنشطة الانفصالية. على الرغم من أن السوفييت قاموا بمراجعة مواقفهم تحت قيادة نيكيتا خروتشوف خلال عملية إزالة الستالينية وسعوا إلى تطبيع العلاقات مع اليوغوسلاف مع الحصول على التأثير في حركة عدم الانحياز، إلا أن الإجابة التي حصلوا عليها لم تكن أبدًا متحمسة ولم يكتسب الاتحاد السوفيتي منفذًا مناسبًا. إلى البحر الأبيض المتوسط. في الوقت نفسه، فشلت دول عدم الانحياز في تشكيل كتلة ثالثة، خاصة بعد الانقسام في نتيجة أزمة النفط عام 1973 .
أدت مواقف ليونيد بريجنيف المحافظة مرة أخرى إلى تهدئة العلاقات بين البلدين (على الرغم من أنها لم تتدهور أبدًا إلى مستوى الصراع مع ستالين). دعمت يوغوسلافيا زعيم تشيكوسلوفاكيا ألكسندر دوبتشيك خلال ربيع براغ عام 1968 ثم أقامت علاقة خاصة (وإن كانت عرضية) مع الرئيس الروماني المنشق نيكولاي تشوتشيسكو. كانت التيتوية مشابهة لاشتراكية Dubček ذات الوجه الإنساني بينما جذب Ceaușescu التعاطف لرفضه للتغاضي عن (والمشاركة في) الغزو السوفيتي لتشيكوسلوفاكيا، والذي بدا لفترة وجيزة أنه يشكل سببًا للحرب بين رومانيا والسوفييت. ومع ذلك، كان Ceaușescu عضوًا غير محتمل في التحالف لأنه استفاد من الأحداث من أجل دفع أجندته الاستبدادية داخل رومانيا.
بعد أن جلب بريجنيف تشيكوسلوفاكيا إلى الكعب في عام 1968، حافظت رومانيا ويوغوسلافيا على علاقات مميزة حتى منتصف الثمانينيات. قام Ceaușescu بتكييف جزء Titoism الذي يشير إلى «ظروف بلد معين»، لكنه دمجها مع القومية الرومانية والمعتقدات المتناقضة لكوريا الشمالية Juche أثناء الشروع في شكل معين من أشكال الثورة الثقافية. يمكن مقارنة التركيب تقريبًا بالتطورات الموازية لـ Hoxhaism ووجد Ceaușescu أقوياء، وربما غير مرغوب فيهم، مؤيدين في نظريات البلشفية الوطنية مثل البلجيكي جان فرانسوا تيريارت.
أصبحت أيديولوجية تيتو أقل وضوحًا مع ضغوط القوميات المختلفة داخل يوغوسلافيا والمشاكل التي طرحها الربيع الكرواتي في السبعينيات. فيما يتعلق بالاقتصاد، أصبحت يوغوسلافيا أقرب إلى حد ما من السوق الحرة، ومنفصلة تمامًا عن الأنظمة الاشتراكية الأخرى في أوروبا الشرقية (وتميزت بموقف متساهل تجاه العمل الموسمي للمواطنين اليوغوسلافيين في أوروبا الغربية). في الوقت نفسه، أوقفت القيادة المحاولات الرأسمالية العلنية (مثل تجربة Stjepan Mesi للخصخصة في أوراهوفيتشا) وسحقت انشقاق المفكرين الليبراليين مثل الزعيم السابق ميلوفان شيلاس بينما قامت أيضًا بتضييق الخناق على محاولات الطرد المركزي، الترويج للوطنية اليوغوسلافية.
على الرغم من أنه لا يزال يُزعم أنها سياسات رسمية، إلا أن جميع جوانب التيتوية تقريبًا تدهورت بسرعة بعد وفاة تيتو في عام 1980، لتحل محلها السياسات المتنافسة للجمهوريات المكونة. خلال أواخر الثمانينيات، مع تزايد النزعة القومية، يمكن القول إن التيتوية المنقحة قد تم الاحتفاظ بها كنقطة مرجعية من قبل الحركات السياسية المحرومة من الاتجاهات الرئيسية، مثل المنتديات المدنية في البوسنة والهرسك ومقدونيا الشمالية.
كانت النظرية الدولية الثالثة لمعمر القذافي، الموضحة في الكتاب الأخضر للقذافي والتي أبلغت السياسة الوطنية الليبية منذ تشكيلها في عام 1975 حتى سقوط القذافي في عام 2011، مستوحاة بشكل كبير من وتقاسم العديد من أوجه التشابه مع التيتوية والإدارة الذاتية للعمال اليوغوسلافيين. 

## أنظر أيضا
- اقتصاد جمهورية يوغوسلافيا الفدرالية الاشتراكية
- اشتراكية السوق
- اشتراكية تحررية
- يوغسلافيوية
- يوغونوستالجيا
- يوغوسلاف